# Jeroen Staatsen
J.M. (Jeroen) Staatsen (21 oktober 1947) is een Nederlands burgemeester.
Staatsen begon zijn politieke loopbaan als gemeenteraadslid voor de VVD in Gouda. Later werd hij gemeentesecretaris in Rheden en in 1989 werd hij griffier van de Provinciale Staten van Overijssel.
Per 1 januari 2001 werd Staatsen burgemeester van Den Helder. In 2005 bood hij zijn ontslag aan, nadat eerder alle wethouders waren afgetreden.
In 2006 werd Staatsen gevraagd om waarnemend burgemeester te worden van de gemeente Voorschoten, nadat burgemeester Wilma Verver-Aartsen burgemeester was geworden van Schiedam. Eerder was hij al waarnemend burgemeester geweest van Teylingen. Later solliciteerde hij om definitief burgemeester te worden van Voorschoten en werd per 1 mei 2007 benoemd in deze functie. Per 1 mei 2013 werd Staatsen herbenoemd als burgemeester van de gemeente Voorschoten, voor een periode van 6 jaar.
Per 1 september 2016 werd Staatsen waarnemend burgemeester van de gemeente Zevenaar. In Voorschoten werd per 21 september 2016 Pauline Bouvy-Koene benoemd als waarnemend burgemeester om Staatsen daar tijdelijk op te volgen.
Als waarnemend burgemeester van Zevenaar speelde hij een grote rol bij het fusieproces van Zevenaar met de gemeente Rijnwaarden. Na de fusie op 1 januari 2018 werd Ella Schadd-de Boer waarnemend burgemeester van de nieuwe gemeente Zevenaar. Op die zelfde datum werd Staatsen zelf waarnemend burgemeester van de gemeente Geldermalsen als tijdelijk opvolger van Miranda de Vries die burgemeester van Etten-Leur is geworden. Op 1 januari 2019 ging Geldermalsen op in de fusie gemeente west-Betuwe waarmee zijn functie kwam te vervallen.